# El Salto, Susupuato
El Salto är en ort i Mexiko.   Den ligger i kommunen Susupuato och delstaten Michoacán de Ocampo, i den södra delen av landet, 140 km väster om huvudstaden Mexico City. El Salto ligger 1 346 meter över havet och antalet invånare är 219.
Terrängen runt El Salto är lite bergig. Runt El Salto är det ganska glesbefolkat, med 47 invånare per kvadratkilometer. Närmaste större samhälle är Ixtapan del Oro, 18,1 km öster om El Salto. I omgivningarna runt El Salto växer huvudsakligen savannskog.